# Hanns Jelinek
Hanns Jelinek, född den 5 december 1901 i Wien, Österrike, död den 27 januari 1969 i Wien, var en österrikisk kompositör av tjeckisk härkomst och även känd under pseudonymen Hanns Elin.

## Biografi
Jelinek studerade en kortare tid med handledning av Franz Schmidt, Arnold Schönberg och Alban Berg. Under inflytande av sina lärare övergick han till att skriva tolvtonsmusik och blev en av denna riktnings främsta systematiker.
Senare fortsatte han sina musikstudier på egen hand och från 1958 ledde han egna elever. Från 1965 var han professor vid Wiens musikhögskola och 1966 tilldelades han Österrikiska statens stora musikpris.
Alireza Mashayekhi, en av de viktigaste företrädarna för ny musik i Iran, var under en tid elev hos Jelinek.